# 五郎八卦棍
五郎棍，據說為宋代楊家將兵敗之後，楊五郎衝出重圍，到五臺山掛單出家。因為佛門不可動刀槍，所以將長槍改成木棍，又將槍法變化成棍法而成，一直流傳到現在。很多傳統嶺南武術，例如洪拳都有流傳五郎八卦棍，北派方面，由中央國術館陳泮嶺（1892-1967）將五郎棍及自家所傳之形意連環棍兩套路合編成五郎連環棍。今常言之五郎八卦棍乃陳泮嶺至台灣後，中國大陸因而棍法失傳，偶得五郎棍一詞，而穿鑿附會之說。

## 口訣
陰陽善拆無情棍   八卦圓形要認真

兩儀截殺多生計   四象分明腳踏齊

揭法臂彈防恐漏   太極風雲閃避身

棍星槍放麒麟步   平山子午更知蹤

標龍出手如風箭   三槍下馬不能容

提攔橋力身如柱   退步連環吞吐槍

鎖喉槍法前師訓   棍法長門習短方

拆遇迫時應退步   剛柔收縮是陰陽

平山擅打無情棍   下馬金槍見閻皇

太極分開兩邊打   運星偷進膽魂驚

提攔接轉須煞落   八卦飛開不讓情

四象上頭還有救   橫星托夾跌如龍

真真假假正門法   引起偏門策更長

跟棍打上還恐接   梅花大煞眩奇光

浪棍埋身無處用   獨地扶持取腦漿

麒麟步走如飛馬   陰陽捷打影無尋

纏枝一抽魂不在   但凡擺救煞偏門

量天尺擊橋手落   提轉正門伏死地

鎖喉槍法無些剩   拖打偏門退救長

務習純熟為根本   莫失威儀在志誠

棍頭三寸真元勁   破盡天下護身勁

## 棍譜
手拿八卦棍一支，擔在肩上不移動。 

擺馬一劈不移動，吊馬一冚面先師。 

回身一啄回頭望，吊馬一割切棍彈。 

摣拳起腳一小跳，沉腰沖拳子午馬。 

四平大馬回頭劈，接棍一押擺馬拋。 

上馬冚棍圈點槍，行後麒麟圈點槍。 

行前麒麟標龍槍，回身殺棍蓋雪花。 

四平大馬橫腰掃，雪花蓋頂回身殺。 

美女撐舟起腳跳，拋棍還需子午馬。 

上馬押棍彈點槍，回身殺棍落子午。 

上步吊馬釣魚棍（後面），低撇棍落子午馬。
 
上馬圈冚棍標槍，回身刹棍落子午。 

四平大馬回身槍，吊馬噻棍需兩面。 

懶佬鋤田落中間，上馬轉身金雞立。 

袖裏藏針眼看前，偷馬槍棍落釣魚（三下同）。 注：必須吊馬釣棍。 

擺馬撇棍落子午，吊馬拋棍圈冚槍（三下同） 

打腳小跳圈冚槍，子午撇棍需彈腳。 

仰胸槍棍點敵喉，駝背槍棍攻敵胸。 

連環進馬拋棍尾，退馬冚棍卸馬冚。 

四平大馬流水棍，上馬押棍落四平。 

連環圈冚標龍槍，回身殺棍蓋雪花。 

轉身小跳鎖喉槍，子午撇棍需彈腳。 

（下同分左右方向）仰胸槍棍點敵喉。 

駝背槍棍攻敵胸，連環進馬拋棍尾。 

退馬冚棍卸馬冚，四平大馬流水棍。 

上馬押棍落四平，上馬四平冚棍槍。 

回身殺棍落子午（正面），立正收棍需側身。
 
子午馬標龍槍棍，吊馬割彈噻槍棍。 

抵壓流水攻敵腳，子午馬噻割彈。 

四平盤頭橫腰掃，轉身小跳舞雪花。 

落馬子午頂棍彈，連退三下圈冚棍。 

擺馬抽棍又小跳，向前跪馬鎖喉槍。 

回身羅家敗槍逃，落地押棍上流水。 

退馬收棍敬禮收。

## 五訣九槍論
五訣：正、偏、圈、拿、槍 

(1) 正：正門，指槍裏（內門）而言

(2) 偏：偏門，指槍外（外門）而言

(3) 圈：圈槍，有逆有順

(4) 拿：蓋、扣之意

(5) 槍：乃扎槍

九槍：標龍槍、陰陽槍、側身槍、吐槍、釣魚槍、纏枝槍、運星槍、插花槍、鎖喉槍 

(1) 標龍槍：連環快三槍，取中部為主。

(2) 陰陽槍：乃一反一打，偷步上前槍法，駝背為陰槍，拔胸為陽槍。

(3) 側身槍：為側身詐敗退後，轉連消帶打之法。

(4) 吐槍：出其不意，先發制人之槍法。

(5) 釣魚槍：為進可攻，退可守，連環圈點招法。

(6) 纏枝槍：左右纏槍，取敵太陽槍法。

(7) 運星槍：圈槍法，敵械攻來，我先偷步閃避，隨即械沾扎出，使敵難以防範。

(8) 插花槍：迎步插槍，倒棍仰敵之法。

(9) 鎖喉槍：詐敗誘敵，出其不意，回身扎敵咽喉之槍法。

## 电影
- 1984年，香港邵氏影业推出电影《五郎八卦棍》，由刘家良自编自导自演，倪匡任联合编剧，刘家辉、汪禹、傅声参与演出。

- 1988年，香港推出电影《五郎八卦棍》又 名： 如来八卦棍 ，由杜国雨导 演，杜文波编剧，梁小龙、黄造时、关海山参与演出。